# Haderslev Seminarium
Haderslev Statsseminarium, i dag University College Syddanmark Campus Haderslev, har siden 1884 været en institution, der uddanner folkeskolelærere.

## Historie
Haderslev Seminarium blev oprettet i 1884 som et tysk statsseminarium, "Königliches Seminar". Det blev overtaget af den danske stat ved Genforeningen i 1920 og hører nu under University College Syd.
Da Tønder Seminarium blev nedlagt i 1989, blev aktiviteterne overført til Haderslev. I 2008 blev seminariet en del af professionshøjskolen University College Syd, og i 2010 en del af University College Syddanmark.
Haderslev Seminarium udbyder læreruddannelsen som online-uddannelse, kaldet "den digitale læreruddannelse".

## Forstandere
Fra 1959 er stillingsbetegnelsen: rektor
- 1926–1937 Niels Georg Christensen (1877–1966), efterfølgende forstander på Jonstrup Seminarium[6]
- 1937- Arne Møller (1876-1947), tidligere forstander på Jonstrup Seminarium
- 1949–1972 Jørgen Utoft (1909–2002)[7]
- 1972-1977 Niels Holck (f. 9. juli 1929)[8]
- 1978-1998 Ole Jessen-Bruun[9] (1934-2011)[10]
- 1998-2012 Søren Vang Rasmussen (f. 1949)
- 2013-2015 Ove Outzen[11]

## Kendte lærere dimitteret fra seminariet
- 1935 Palle Lauring (1909-1996), forfatter og historieformidler
- 1944 Poul Svensson (1921-2008)
- – Mogens Amdi Petersen (f. 1939), Tvinds grundlægger, er eftersøgt
- – Poul Qvist Jørgensen (f. 1941), socialdemokratisk MF
- – Inger Bierbaum (f. 1943), socialdemokratisk politiker
- 1977 Hans Christian Schmidt (f. 1953), Venstremand tidl. MF valgt for Venstre og minister
- 1996 Carl Holst (f. 1970), Venstremand, amtsborgmester, regionsrådsformand, MF og kortvarigt forsvarsminister
- – Anders Flaskager (f. 1976), fodboldspiller